# Capitol-Hochhaus

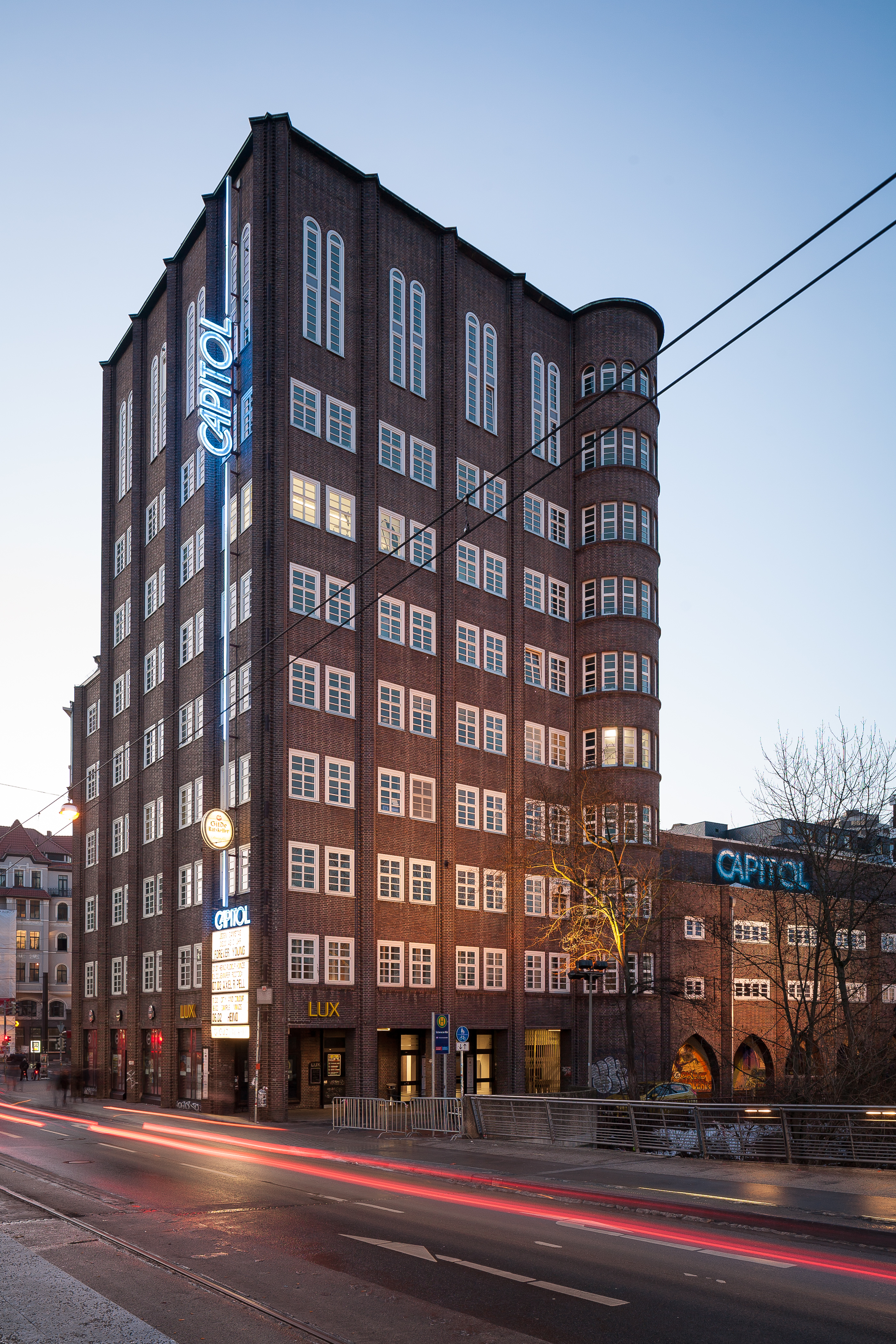
Capitol-Hochhaus

Das Capitol in Hannover ist ein traditionsreiches Veranstaltungszentrum. Es befindet sich im Stadtteil Linden-Mitte nahe dem Ihme-Zentrum an der Benno-Ohnesorg-Brücke am Platz Schwarzer Bär.

## Geschichte

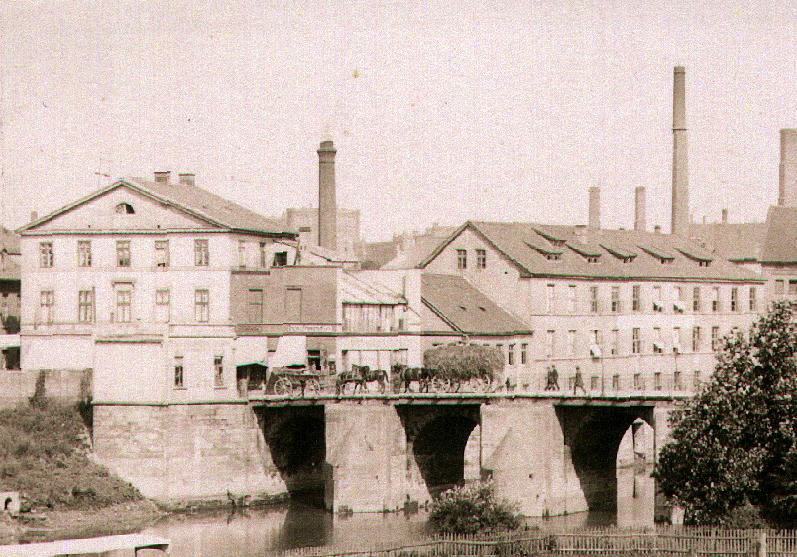
Vorläufer des heutigen Hochhauses war die erste eigene Villa von Georg Ludwig Friedrich Laves am Schwarzen Bären (ganz links), die später als Lederfabrik August Söhlmann und „Photographisches Atelier“ verschiedener Fotografen genutzt wurde; Foto vor 1890

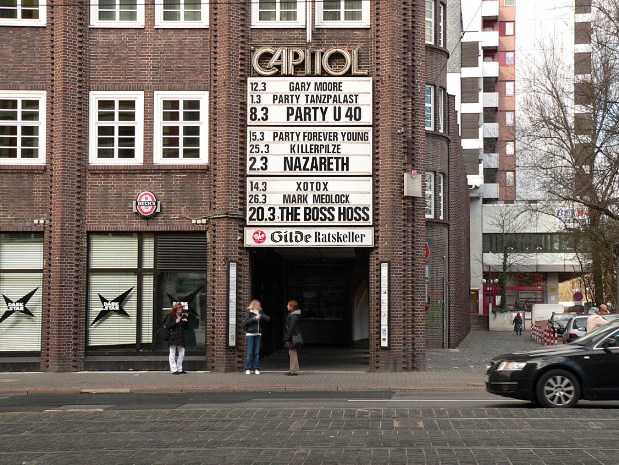
Eingangsbereich des Capitol

Ein Vorgängerbau war die durch den königlich hannoverschem Hof-Architekten Georg Ludwig Friedrich Laves als erstes eigenes Wohnhaus errichtete Villa, die „1910 wahrscheinlich im Zusammenhang mit dem Neubau der Ihmebrücke abgebrochen wurde“.
Das heutige Veranstaltungszentrum Capitol ist im Capitol-Hochhaus untergebracht. Als ehemaliges Kino wurde es in den 1980er Jahren zur Diskothek und Live-Bühne umgebaut und dient seitdem insbesondere als Auftrittsort für Veranstaltungen in einer Größenordnung von bis zu 1.800 Zuschauern. Gelegentlich wurden auch wieder Filme auf einer Großbildleinwand gezeigt. Betrieben wird das Capitol von einem Tochterunternehmen von Hannover Concerts.

## Baustil
Das turmartige Gebäude des Capitol-Hochhauses wird der Stilrichtung der expressionistischen Architektur („Backstein-Expressionismus“) zugerechnet. Es entstand 1930 nach Plänen des Architekten Friedrich Hartjenstein.
Weitere Gebäude dieser Art und Epoche in Hannover sind:
- das 1926 nach einem Entwurf von Franz Erich Kassbaum fertiggestellte Franzius-Institut (damals: Institut für Bauingenieurwesen) an der Nienburger Straße
- der 1931 nach Plänen von Karl Elkart fertiggestellte Neubau der Stadtbibliothek Hannover an der Hildesheimer Straße (als erstes Bibliotheks-Hochhaus in Europa)
- 1927/28 erbautes Anzeiger-Hochhaus als Verlagshaus der Verlagsgesellschaft Madsack nach einem Entwurf von Fritz Höger

## Filme
- Gesicht einer Stadt. Hannover um 1930, Film Deutschland 1932/1981, Sequenz 14 (13.40 bis 14:15 Minuten)[3]